# 하느님

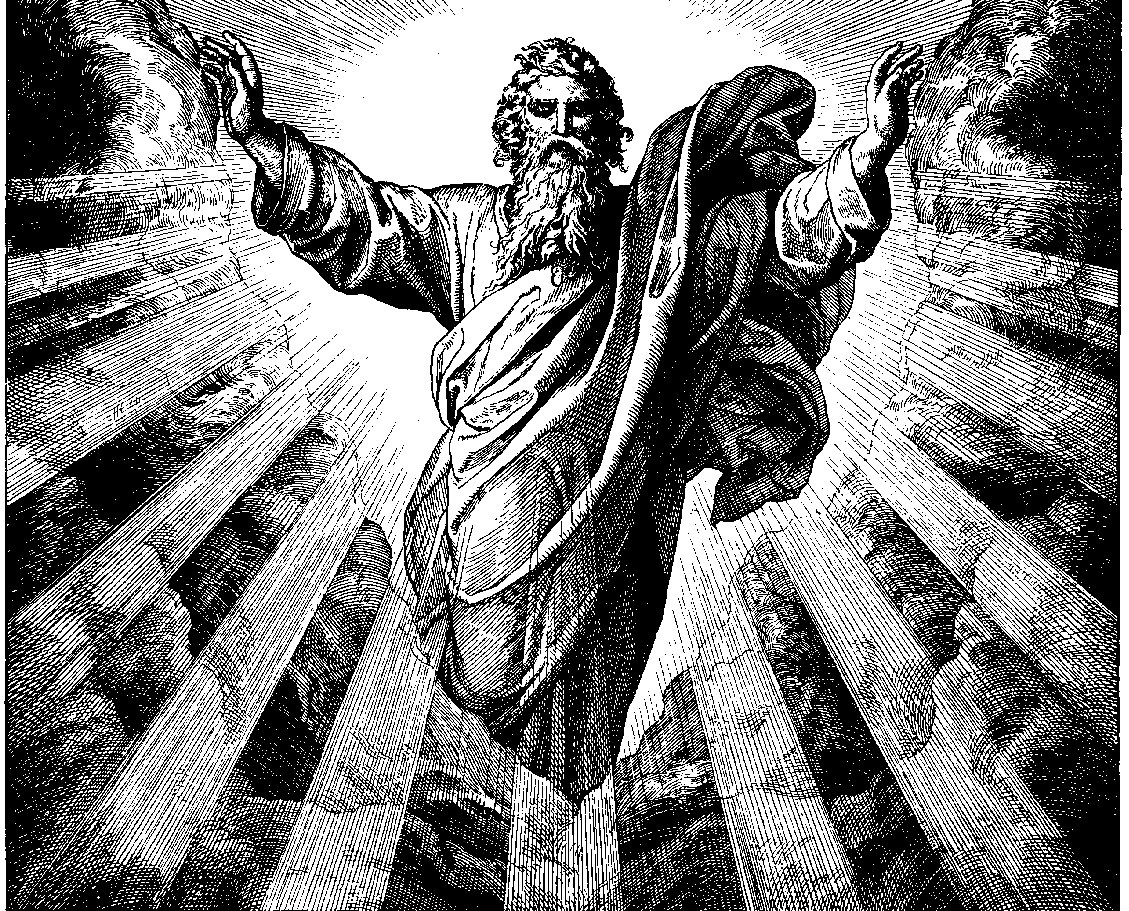

히브리어 이름 야훼는 히브리어 성경에 나오는 하느님의 고유한 이름이다.

하느님은 한국어에서 절대적인 존재(Existence)이신 신이 계신 위치, '하늘'과 '신자들 내적 마음' 중 '하늘'을 선택하여 가리키는 말이다. 그리스도교, 유대교, 이슬람교에서 성서와 꾸란을 한국어로 번역하는 과정에서 그들의 신앙의 대상 또한 하느님(천주/天主)으로 번역하기로 결정함에 따라, 기독교와 이슬람교에서도 사용하게 되었다. 개신교는 하나님이라는 명칭을 별도로 사용하여, 개신교 성경과 예배에서 사용한다.
인류가 탄생되면서 인간의 능력으로 다스릴 수도 이해할 수도 없는 일에, 어떤 초월 존재가 개입되어 있다는 의식이 싹트기 시작하였고, 이를 두려워하고 숭상하게 되었다. 물리적 실체인 유한세계는 비물리적 실체인 무한세계의 종속된 차원으로 연결되어 있고, 그 무한한 세계를 다스리는 초월 존재를 지칭하는 단어가 자연스레 생기게 되었다. 초월존재에 대한 두려움과 숭배는 동-서양을 막론하고, 고대 유물과 각 민족의 전승 “신화”로서 그 실상이 명백하게 밝혀지고 있다.
초월 존재를 부르는 단어에는 크게 2가지로 분류할 수 있는데, 대표적인 호칭이 “하느님”과 “신(神)”이라 할 수 있다. 민족마다 초월 존재에 대한 2가지 의식을 가지고 있는데, 만물과 만유를 다스리는 절대적인 분이 유일하다고 생각하는 유일신 사상과 반면에 다양한 초월적 존재, 즉 환경이나 행위마다 길흉화복을 직접 다스리는 귀신들이 있다고 생각하는 범신 사상이다. 이처럼 초월 존재에 대한 서로 다른 관념은 세계의 대부분의 언어에서 나타나는데, 영어: God와 영어: Deity가 그 관념 차이를 바탕으로 하고 있다.
사람의 의식에 자리잡고 있는 것이 실제로 유일신인지 범신인지 뚜렷하게 구별하기는 쉽지 않다. 이는 민족 정신과 종교 및 문화에 따라서, 그리고 시대 변화에 따라서 이들 관념이 뒤섞여 있기 때문이다, 일반적으로 초월 존재만을 지칭하는 일반적인 경우에는 God과 Deity를 동일한 뜻으로 차별 없이 사용하기도 한다.
최근에, 이렇게 동서양을 막론하고 종교적 초월존재를 인정하는 민족들마다 유일신과 범신 관념이 혼재되고 혼동되어온 까닭에 사람들이 진정한 진리를 깨닫는데 실패해 왔다는 주장이 있으며, 유일신으로서의 초월적 존재를 "하느님(God)" 관념으로, 범신론에서의 초월적 대상을 "신(神/Deity)" 관념으로 구분해야 한다고 말하기도 한다.
이 분석에 따르면 종교의 탄생과 이후의 발전 과정에서 초월적 개인성을 지닌 존재자가 의식되는 경우에는 "하느님(God)" 개념으로 성장되어 왔고, 초월적 개인성을 포함하여 개인성이 없는 단순한 초월 상태나 현상이나 힘을 두루 포함하는 경우에는 "신(神/Deity)" 개념으로 형성되어 왔다고 말한다. 이 주장에서는, 초월존재를 명백하게 깨닫고 인식해 왔다는 점에서, 유일하고 초월적 개인성인 "하느님(God)" 관념을 지녔던 민족이나 그러한 종교 사상이 보다 높은 진리를 전승하고 있다고 말한다.

## 단어의 기원

### 어원
하느님이란 단어의 어원은 '하늘'이다. 한민족, 중국인, 일본인 등은 오래전부터 '하늘(天)'을 절대적이고 지고한 존재로 인식하는 사상이 있었다. 이들 국가의 천손사상 또한 이러한 맥락과 관련이 깊으며, 중화사상에서의 '천자(天子)', 일본의 '천황(天皇)' 모두 이러한 사상에 연원하고 있다. 이러한 '하늘'에 존칭접미사 '-님'을 붙여 '하느님'(천제/天帝)이라는 말이 생겨나게 된 것이다.
The Chinese recorder 제 13-14판에 따르면 조선어로 heaven은 '하늘'이고 lord 또는 prince는 '-님'이다. 또 '하느님'은' 한국인들에게 어디에서나 '천상의 통치자와 지상에서 가장 높은 자'로의 뜻으로 인정되고 있는 단어로 정의하였다.

### 불교에서의 하느님
하느님은 한자로 환인(桓因)이며, 삼국유사를 쓴 일연과 제왕운기를 쓴 이승휴는 제석천은 바로 단군신화에 처음 등장한다. 제석천은 원래 인도 신화의 인드라신의 한자어이다. 도리천의 천주인 제석천은 전체 우주의 행정을 총괄한다고 한다. 제석천은 석가모니가 성불한 뒤에 그의 수호신이 되었다. 새해에 보신각종은 33번 친다. 기미독립선언서는 민족대표 33인이 서명했다. 도리천의 33천을 의미한다.
인드라는 무기인 금강저를 가지고 벼락을 친다. 신들의 왕, 벼락이 무기라는 점, 날씨를 주관한다는 점에서 그리스 신화의 제우스와 동일하다. 리그베다에서는 인드라가 자신을 상징하는 무기인 금강저를 사용하여 브리트라를 쫓아버리는 내용이 묘사되고 있다. 브리트라는 인도 토속 신앙에서 '가뭄'이라는 자연현상 자체를 신격화 한 것이다. 일례로 리그베다에서 묘사하는 인드라는 뇌신(雷神), 그의 무기인 금강저는 뇌전을 뜻하므로 이것은 가뭄 끝에 천둥 벼락과 함께 비가 내려 해갈이 되는 과정을 묘사한 신화로 여겨지고 있다.

### 기독교에서의 하느님
로마 가톨릭교회가 조선에 들어오면서 기독교의 신을 한국어로 옮기기 위해 하느님이라는 호칭을 처음으로 사용하기 시작했다. 초기 성서에서는 천주교가 숭상하는 신의 이름인 야훼를 직접 사용하였으나 단어가 생경해서 청나라에서 들어온 한문으로 된 그리스도교 변증서인 《천주실의》에 쓰인 세상을 창조한 유일신을 뜻하는 단어 천주(天主)의 당시 한글 표현인 하ᄂᆞ(天)님(主)으로 받아들이게 된 것이다.
하느님이라는 말이 가장 처음 나오는 것은 조선 개신교회의 최초 한국어 성경 번역판인 《예수성교 누가복음전서》이다.“하느님”이라는 이름을 번역어로 선택한 일
「예수성교누가복음전서」 번역의 가장 큰 공헌은 무엇보다도 신명을 “하느님”으로 정했다는 점일 것이다. 로스 목사는 당시의 선교 보고서에서, “하늘”(heaven)과 “님”(prince)의 합성어인 “하느님”이 가장 적합한 번역어일 것이라고 보고하고 있다. 그 후로 오랫동안 “참신, 상제, 천주” 등 여러 이름이 검토가 되었지만, 한국 사람이면 누구나 알고 있는 이 이름을 신명으로 정한 로스 번역 팀의 선택은 오늘날까지 한국의 기독교가 성장하는 데에 큰 영향을 미친 중요한 결정이었다. 이 이름은 그 후로 평안도 방언인“하ᄂᆞ님”과 이에서 발전한 “하나님”으로, 공동번역 성서에서는 “하느님”으로 표기된다.

### 교단에서의 사용
현재 하느님이라는 용어를 사용하는 교단으로는 한국의 로마 가톨릭교회, 대한성공회, 한국 정교회, 여호와의 증인 대한민국 지부, 일부 감리회, 장로회 교단 등이 있다. 한국 천주교에서는 전통적으로 '천주'(天主)를 사용하였고, 제2차 바티칸 공의회 이후에는 야훼를 '하느님'이라는 단어로 표기하고 있다. 현재 한국 천주교에서는 '하느님'과 '천주' 모두 교회의 공식 용어로 인정되고 있는데, 주로 '하느님'을 보편적으로 사용하면서 때에 따라 '천주'를 병용한다. 성공회의 경우 1965년판 공동기도문에서는 '천주'로, 2004년판 성공회 기도서에서는 '하느님'으로 표기되어 있다. 초기 개신교에서는 상제, 천주, 하느님, 하나님 등 다양한 용어를 사용하였으나, 현재 다수의 개신교 교파들은 하나님이라는 표기를 사용함에 따라 "하느님"이라는 용어는 거의 사용되지 않고 있다.
공동번역성서는 1977년 에큐메니컬 운동의 실천을 위해, 천주교의 선종완 신부와 개신교의 문익환 목사가 함께 번역한 한국어 성경으로, 여기서는 신의 호칭을 '하느님'으로 표기하고 있다.

## 하나님
하나님은 만물의 창조주를 가리키는 종교 용어이며, 일반적으로 개신교나 예수 그리스도 후기성도 교회, 이슬람을 비롯한 한국의 일부 종교계에서 쓰인다.
현대 한국어의 국어사전에서는 두 단어를 모두 수록하고 있으며, 한글맞춤법 통일안을 따르는 국립국어원의 표준국어대사전에서는 "하느님"과 "하나님" 둘 다 뜻에 따라 쓸 수 있는 표준어로 정하고 있으며 "하느님"의 경우 종교에 관계 없이 쓸 수 있는 용어로, "하나님"은 '개신교에서 하느님을 이르는 말'로 정의해 놓고 있다. 그러나 한국어 문법에서 '하나', '둘' 과 같이 숫자를 의미하는 단어에 '님'이라는 존칭을 붙이는 것은 잘못된 것이므로 그렇게 이해해서는 안된다.
다만, 개신교와 이슬람에서는 '유일신'의 의미로 하나님을 사용하고 있기는 하다.

### 개신교에서의하나님
대부분의 개신교에서는 유일신인 여호와를 하느님보다는 하나님으로 호칭하기를 선호한다.
한국 그리스도계에서는 이 명칭이 통일되어 있지 않은데, 하ᄂᆞ님을 현대의 맞춤법에 알맞게 적으면 "하느님"이 되기 때문에 가톨릭과 성공회, 정교회는 이를 사용하며, 개신교는 "하나님"으로 표기해야 더 맞는 소리가 난다고 주장한다. 또한 개신교 일부 종파에서는 성경에 바탕을 둔 신의 고유 이름인 여호와(야훼)를 그대로 써야 한다고 주장하기도 한다.
또한 영어권에서는 Jehovah, 혹은 Yahweh 로 표기하고 NIV 국제 성경에서도 God 이란 단어를 함께 사용한다. (하나님의 성함을 함부로 다루지 않았다고 한다.)

## 성서의 번역
초기 개신교에서는 상제, 천주, 하느님, 하나님 등 다양한 용어를 사용했으나 개역성서를 번역하여 펴내는 과정에서 아래아(·)를 홀소리 ‘ㅏ’로 일괄적으로 변경하면서 하나님이란 호칭을 쓰기 시작했다. 천주교에서는 원뜻과 맞춤법을 참고해 하느님으로 표기하고 있다. 1977년 천주교와 개신교가 함께 번역한 공동번역성서에는 신의 호칭으로 하느님이란 표현이 쓰였다. 그러나 대부분 개신교 교파가 하나님이라는 표기를 고수하고 있다. 정중호 계명대 기독교학과 교수는 이에 대해 “하나님이란 명칭이 유일신의 의미가 강한데다 하나님이라 부르던 기존 습관을 바꾸기 힘들었을 것”이라고 분석했다. 성공회에서는 하느님으로 표기한다. 한편, 한글맞춤법 통일안은 하느님을 표준어로 삼고있으며 하나님은 하느님을 개신교에서 이르는 말로 풀이하고 있다. 상제(上帝)는 '하느님'의 한자식 표기이다. 차이가 있지만 하나님은 유일신, 하느님은 하늘님으로 하늘에 계신 창조주를 의미한다. 이때 하늘은 영의세계를 의미한다고 한다.

## 같이 보기
- 하나님
- 야훼 (여호와)
- 엘로힘
- 알라
- 옥황상제